# Kenesei Krisztián
Kenesei Krisztián (Budapest, 1977. január 7. –) magyar válogatott labdarúgó.

## Pályafutása

### Klubcsapatban
Első NB I-es mérkőzését 1996. szeptember 6-án játszotta az MTK színeiben.
2001–2002-ben magyar bajnok lett a ZTE-vel.
2002/2003-ban a magyar bajnokság gólkirálya volt a ZTE színeiben.
2003. augusztus 25-én a kínai Peking Guan csapatához szerződött. Itt három szezont töltött, 36 bajnokin tizenkétszer volt eredményes. 2005 februárjában rövid időre kölcsönben visszatért Magyarországra és a Győri ETO csapatában játszott.
2007 nyarán újra légiósnak állt, ekkor az olasz másodosztályú Avellino szerződtette.
2008/09-es szezontól a Szombathelyi Haladás csatára, ahol 30 meccs alatt szerzett 14 góljával járult hozzá a zöld-fehérek harmadik helyezéséhez.
2016 és 2018 között 52 bajnoki találkozón huszonegy gólt szerzett a harmadosztályú III. kerületi TVE csapatában.
2018. február 12-én a megyei első osztályban szereplő Komárom VSE csapatához írt alá.
2020. április 8-án bejelentette visszavonulását.
2020 júliusában visszatért a labdarúgáshoz, és a Ráckeve VAFC csapatához igazolt.
2021 nyarán a megyei I.  osztályú Dunavarsányi TE csapatához igazolt.

### A válogatottban
Bicskei Bertalan kapitánysága alatt lett először magyar válogatott. 2000. március 29-én Lisztes Krisztián cseréjeként debütált a válogatottban Lengyelország ellen, majd közel két év kihagyás után Gellei Imre szavazott neki bizalmat.

## Sikerei , díjai
- Magyar bajnok: 1997, 1999, 2002
- Magyar bajnoki második: 2000
- Magyar bajnoki harmadik: 2009
- Magyar Kupa-győztes: 1997, 1998, 2000
- Magyar gólkirály: 2003

## Statisztika

### Mérkőzései a válogatottban
| Magyarország | Magyarország         | Magyarország                       | Magyarország  | Magyarország | Magyarország     | Magyarország | Magyarország | Magyarország       |
| #            | Dátum                | Helyszín                           | Hazai         | Eredmény     | Vendég           | Kiírás       | Gólok        | Esemény            |
| ------------ | -------------------- | ---------------------------------- | ------------- | ------------ | ---------------- | ------------ | ------------ | ------------------ |
| 1.           | 2000. március 29.    | Debrecen, Oláh Gábor utcai stadion | Magyarország  | 0 – 0        | Lengyelország    | barátságos   | -            | 79'                |
| 2.           | 2002. február 12.    | Lárnaka (CYP)                      | Magyarország  | 0 – 2        | Csehország       | barátságos   | -            | 46'                |
| 3.           | 2002. február 13.    | Limassol (CYP)                     | Magyarország  | 1 – 2        | Svájc            | barátságos   | -            | 70'                |
| 4.           | 2002. március 27.    | Chișinău                           | Moldova       | 0 – 2        | Magyarország     | barátságos   | 1            | 14' 59'            |
| 5.           | 2002. április 17.    | Debrecen                           | Magyarország  | 2 – 5        | Fehéroroszország | barátságos   | 1            | 13' 46'            |
| 6.           | 2002. augusztus 21.  | Budapest, Puskás Ferenc Stadion    | Magyarország  | 1 – 1        | Spanyolország    | barátságos   | -            | 63'                |
| 7.           | 2002. szeptember 7.  | Reykjavík                          | Izland        | 0 – 2        | Magyarország     | barátságos   | -            | 74'                |
| 8.           | 2002. október 12.    | Stockholm, Råsunda Stadion         | Svédország    | 1 – 1        | Magyarország     | Eb-selejtező | 1            | 5' 70'             |
| 9.           | 2002. október 16.    | Budapest, Megyeri úti Stadion      | Magyarország  | 3 – 0        | San Marino       | Eb-selejtező | -            | 46'                |
| 10.          | 2002. november 20.   | Budapest, Üllői úti Stadion        | Magyarország  | 1 – 1        | Moldova          | barátságos   | -            | 46'                |
| 11.          | 2003. február 12.    | Lárnaka (CYP)                      | Bulgária      | 1 – 0        | Magyarország     | barátságos   | -            |                    |
| 12.          | 2003. március 29.    | Chorzów                            | Lengyelország | 0 – 0        | Magyarország     | Eb-selejtező | -            | 70'                |
| 13.          | 2003. április 2.     | Budapest, Puskás Ferenc Stadion    | Magyarország  | 1 – 2        | Svédország       | Eb-selejtező | -            |                    |
| 14.          | 2003. április 30.    | Budapest, Megyeri úti Stadion      | Magyarország  | 5 – 1        | Luxemburg        | barátságos   | 1            | 68' 73'            |
| 15.          | 2003. június 7.      | Budapest, Puskás Ferenc Stadion    | Magyarország  | 3 – 1        | Lettország       | Eb-selejtező | -            | 65'                |
| 16.          | 2003. június 11.     | Serravalle                         | San Marino    | 0 – 5        | Magyarország     | Eb-selejtező | 1            | 61'                |
| 17.          | 2003. augusztus 20.  | Muraszombat                        | Szlovénia     | 2 – 1        | Magyarország     | barátságos   | -            | 57'                |
| 18.          | 2003. szeptember 10. | Riga, Skonto stadion               | Lettország    | 3 – 1        | Magyarország     | Eb-selejtező | -            | 46'                |
| 19.          | 2003. október 11.    | Budapest, Puskás Ferenc Stadion    | Magyarország  | 1 – 2        | Lengyelország    | Eb-selejtező | -            | 65'                |
| 20.          | 2004. február 19.    | Limassol (CYP)                     | Magyarország  | 2 – 1        | Lettország       | barátságos   | 1            | 85'                |
| 21.          | 2004. február 21.    | Nicosia (CYP)                      | Magyarország  | 0 – 3        | Románia          | barátságos   | -            | 63'                |
| 22.          | 2004. március 31.    | Budapest, Puskás Ferenc Stadion    | Magyarország  | 1 – 2        | Wales            | barátságos   | 1            | 18' (11-esből) 46' |
| 23.          | 2004. április 28.    | Budapest, Puskás Ferenc Stadion    | Magyarország  | 1 – 4        | Brazília         | barátságos   | -            | 59'                |
| 24.          | 2004. június 2.      | Tiencsin, Teda Football Stadium    | Kína          | 2 – 1        | Magyarország     | barátságos   | 1            | 4'                 |
| 25.          | 2005. február 2.     | Isztambul (TUR)                    | Magyarország  | 0 – 0        | Szaúd-Arábia     | barátságos   | -            | 59'                |
| 26.          | 2005. február 9.     | Cardiff, Millenium-stadion         | Wales         | 2 – 0        | Magyarország     | barátságos   | -            | 82'                |
| 27.          | 2005. augusztus 17.  | Budapest, Puskás Ferenc Stadion    | Magyarország  | 1 – 2        | Argentína        | barátságos   | -            | 69'                |
| 28.          | 2005. szeptember 3.  | Budapest, Szusza Ferenc Stadion    | Magyarország  | 4 – 0        | Málta            | vb-selejtező | -            | 69'                |
| 29.          | 2005. november 16.   | Athén, Karaiszkákisz Stadion       | Görögország   | 2 – 1        | Magyarország     | barátságos   | 1            | 69' 77' (11-esből) |
|              | Összesen             |                                    |               | 29           | mérkőzés         |              | 9            | gól                |